# Opistharsostethus ledrinus
Opistharsostethus ledrinus är en insektsart som först beskrevs av Jacobi 1905.  Opistharsostethus ledrinus ingår i släktet Opistharsostethus och familjen spottstritar. Inga underarter finns listade i Catalogue of Life.